# Carla Lockhart

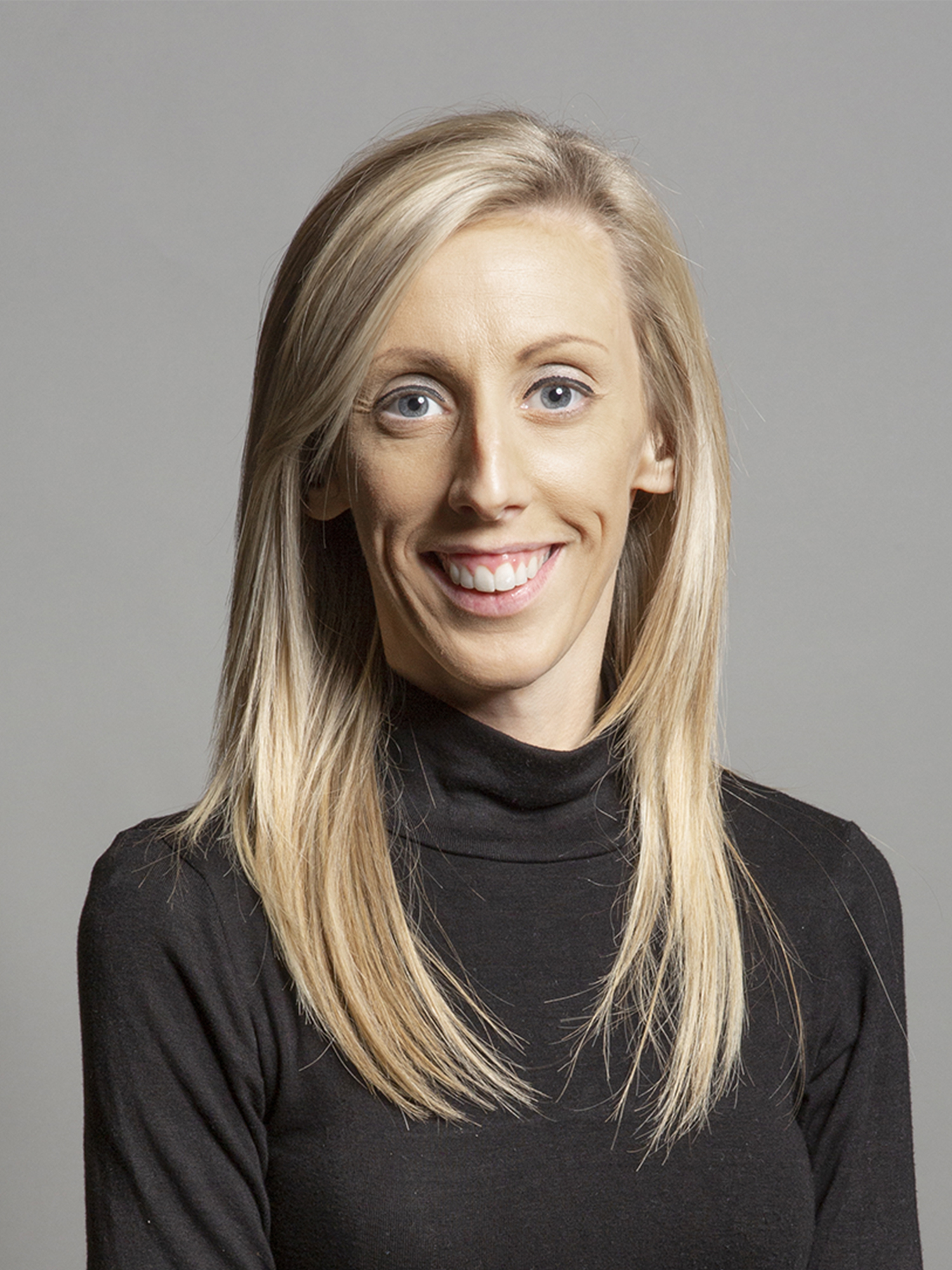
Carla Lockhart

Carla Rebecca Lockhart (* 28. Februar 1985) ist eine nordirische Politikerin der Democratic Unionist Party (DUP), welche seit 2019 Mitglied des britischen Unterhauses für den Wahlkreis Upper Bann ist.

## Leben
Lockhart wuchs in Aughnacloy in Tyrone auf, ging in Dungannon zur Schule, besucht anschließend das Southern Regional College in Armagh und erwarb einen Abschluss in Business an der University of Ulster.
Sie ist Mitglied der Freien Presbyterianischen Kirche und verheiratet mit Rodney Condell.

## Politische Karriere
Lockhart rückte 2005 für den verstorbenen Fergie Dawson in das Parlament des Verwaltungsbezirks Craigavon nach. 2008 zog sie als reguläre Abgeordnete für Lurgan ein und hielt diesen Sitz bis zur Auflösung des Bezirks 2015. Anschließend gehörte sie dem Parlament des neu gebildeten Bezirks Armagh, Banbridge and Craigavon an. Von 2012 bis 2013 war sie außerdem Bürgermeisterin von Craigavon.
2016 zog sie für den Wahlkreis Upper Bann in die Northern Ireland Assembly ein. Seit 2019 repräsentiert sie den Bezirk Upper Bann im britischen Unterhaus und legte dafür ihr Mandat in Nordirland nieder. Sie ist Nachfolgerin von David Simpson, der aufgrund einer außerehelichen Affäre nicht erneut antrat.